# Хемессен, Катарина ван
Катерина ван Хемессен (нидерл. Catarina van Hemessen; 1528 — после 1587) — южнонидерландская (фламандская) художница.

## Биография и творчество
Дочь живописца Яна ван Хемессена, который был её учителем.
Известно, что она входила в гильдию художников и обучала трёх учеников. В основном занималась портретной живописью, а также картинами на религиозные сюжеты. Портретируемые на её картинах всегда изображены на тёмном фоне и никогда не смотрят на зрителя. Работала в Базеле. Катарина — первая фламандская художница, картины которой подписаны и датированы. В 1548 году она написала автопортрет в трёх вариантах и тем самым создала первый портрет, изображающий художника за работой. Пользовалась покровительством Марии Австрийской (1505—1558), после смерти которой ей была назначена солидная пенсия. В 1554 году вышла замуж за органиста Антверпенского кафедрального собора Кретьена де Морьена. В 1556 году вместе с Марией Австрийской и её двором переехала в Испанию. Через два года, после смерти Марии, вернулась с мужем в Антверпен. Гвиччардини упоминает её в своих «Описаниях нижних земель» (1567).

## Наследие
Основные работы ван Хемессен хранятся в Королевском музее Амстердама и в Лондонской Национальной галерее, один из её автопортретов находится в Государственном Эрмитаже в Санкт-Петербурге.